# کپونگ
کپونگ (انگلیسی: Kepong) یک شهرک در سمت شمال کوالا لامپور، مالزی است. این نام، یک واژه مالایی به معنی «محصور شده» (Enclose) یا «احاطه شده» (Surround) می‌باشد، به خاطر اینکه شهرک توسط یک رشته کوه احاطه گردیده‌است.